# Comunardo Niccolai
Comunardo Niccolai (ur. 15 grudnia 1946 w Uzzano, zm.  2 lipca  2024) – włoski piłkarz, środkowy obrońca. Srebrny medalista MŚ 1970. Długoletni zawodnik Cagliari Calcio.
Zaczynał w Sassari Torres. Piłkarzem Cagliari był w latach 1964–1976. W tym czasie w Serie A rozegrał 218 spotkań. Był ważną częścią zespołu, który w 1970 wywalczył pierwsze i jedyne scudetto w historii Cagliari. W sezonie 1976–1977 był zawodnikiem Perugii. W reprezentacji Włoch zagrał 3 razy. Debiutował 10 maja 1970 w meczu z Portugalią. Podczas MŚ 70 zagrał tylko w pierwszym meczu, ze Szwecją. Ostatni raz w reprezentacyjnej koszulce wybiegł na boisko kilka miesięcy później.